# 白鳥哲汰
白鳥 哲汰（しらとり てった、2001年〈平成13年〉8月24日 - ）は、日本の陸上競技選手。埼玉県春日部市出身。駒澤大学経済学部卒業。トヨタ紡織陸上競技部所属。専門種目は長距離走。

## 経歴
春日部市立豊野中学校、埼玉栄高校、駒澤大学出身。

### 中学時代
中学3年次の全日本中学校陸上競技選手権男子3000mでは3位に入った。
全国都道府県対抗男子駅伝では埼玉チームの一員として中学生区間の2区出走し、8分44秒で区間11位。

### 高校時代
2018年の全国高等学校駅伝競走大会では2年次に花の1区へ出走すると、井川龍人や佐藤一世らといった強力なライバル達に競り勝ち、2年生ながら区間賞を獲得した。
3年次も1区に出走したが、調子が上がらず区間16位にとどまった。

### 大学時代

#### 大学1年次
大学入学以降活躍できず、全日本大学駅伝のエントリーも無かったが、11月の東海大長距離競技会で13分46秒78のタイムを出すと、12月には日体大長距離記録会で28分14秒86のタイムを出し、箱根駅伝のメンバー入りを果たす。
第97回箱根駅伝では当日変更で1区に入ったがペースの変化が激しいレースでリズムを掴めず、トップと47秒差の15位に終わる（駒澤大は13年ぶりの総合優勝を果たした）。

#### 大学2年次
大学2年に入り、鈴木芽吹らとともに記録会を共にする。しかし、故障が再発しレースに出られない状況が続いた。全日本大学駅伝ではメンバー入りを果たすものの、出走することはできず。
第98回箱根駅伝では当日変更で復路7区に出走し、2位で襷を受ける。順大・西澤侑真と抜きつ抜かれつの展開が続いたが、最後は西澤に先着し2位のまま襷リレー。しかし区間10位に終わり、トップの青山学院・岸本大紀に差を大きく広げられる。駒澤大は8区でのアクシデントもあり先頭との差を詰めることができず、総合2連覇を逃した。

#### 大学3年次
三大駅伝での出場はなし。

#### 大学4年次
2023年6月10日の第306回日本体育大学長距離競技会で5000mに出場すると、13分41秒39のタイムをマークし3年ぶりに自己ベストを更新した。
出雲駅伝はエントリー外。全日本大学駅伝ではエントリーメンバー入りしたものの、出場はなし。
11月19日の第36回2023上尾シティハーフマラソンでは7位入賞を果たし、自己ベストを更新した（1時間02分14秒）。
第100回箱根駅伝では1区にエントリーされたが、当日変更で篠原倖太朗と交代し出場することはできなかった（駒澤大は総合2位）。
卒業後も競技は継続し、トヨタ紡織陸上競技部に加入した。

## 人物
父・白鳥敦も第68回箱根駅伝で国士舘大学の選手として6区を区間13位で走っており（1時間3分58秒）、その後2010年に行われた第86回箱根駅伝では奇しくも11年後に息子が走る往路1区で白バイとして選手の誘導を行った。

## 戦績・記録
| 年   | 大会                                   | 種目（区間） | 順位     | 記録     | 備考       |
| ---- | -------------------------------------- | ------------ | -------- | -------- | ---------- |
| 2017 | 天皇盃全国都道府県対抗男子駅伝競走大会 | 2区          | 区間11位 | 8分44秒  |            |
| 2017 | 第68回全国高等学校駅伝競走大会         | 2区          | 区間9位  | 8分24秒  |            |
| 2018 | 第69回全国高等学校駅伝競走大会         | 1区          | 区間賞   | 29分16秒 |            |
| 2019 | クロスカントリー日本選手権             | U20男子8km   | 4位      | 23分57秒 |            |
| 2019 | 春の高校伊那駅伝                       | 1区          | 区間賞   | 18分54秒 | 区間新記録 |
| 2019 | 天皇盃全国都道府県対抗男子駅伝競走大会 | 1区          | 区間21位 | 20分50秒 |            |
| 2019 | 第70回全国高等学校駅伝競走大会         | 1区          | 区間16位 | 30分13秒 |            |
| 2020 | 天皇盃全国都道府県対抗男子駅伝競走大会 | 1区          | 区間12位 | 19分55秒 |            |

### 大学三大駅伝戦績
| 学年               | 出雲駅伝              | 全日本大学駅伝        | 箱根駅伝                          |
| ------------------ | --------------------- | --------------------- | --------------------------------- |
| 1年生 （2020年度） | 第32回 （開催中止）   | 第52回 ― - ― 出場なし | 第97回 1区-区間15位 1時間03分47秒 |
| 2年生 （2021年度） | 第33回 ― - ― 出場なし | 第53回 ― - ― 出場なし | 第98回 7区-区間10位 1時間04分12秒 |
| 3年生 （2022年度） | 第34回 ― - ― 出場なし | 第54回 ― - ― 出場なし | 第99回 ― - ― 出場なし             |
| 4年生 （2023年度） | 第35回 ― - ― 出場なし | 第55回 ― - ― 出場なし | 第100回 ― - ― 出場なし            |

## 自己ベスト
- 5000m - 13分41秒39
- 10000m - 28分14秒86
- ハーフマラソン - 1時間01分44秒